# Liste der Biografien/Nec
Liste der Biografien |
Portal Biografien |
Personensuche
# |
A |
B |
C |
D |
E |
F |
G |
H |
I |
J |
K |
L |
M |
N |
O |
P |
Q |
R |
S |
T |
U |
V |
W |
X |
Y |
Z |
?
 
Na |
Nb |
Nc |
Nd |
Ne |
Nf |
Ng |
Nh |
Ni |
Nj |
Nk |
Nl |
Nm |
Nn |
No |
Nr |
Ns |
Nt |
Nu |
Nv |
Nw |
Nx |
Ny |
Nz
 
Nea |
Neb |
Nec |
Ned |
Nee |
Nef |
Neg |
Neh |
Nei |
Nej |
Nek |
Nel |
Nem |
Nen |
Neo |
Nep |
Ner |
Nes |
Net |
Neu |
Nev |
New |
Nex |
Ney |
Nez
Die Liste der Biografien führt alle Personen auf, die in der deutschsprachigen Wikipedia einen Artikel haben. Dieses ist eine Teilliste mit 75 Einträgen von Personen, deren Namen mit den Buchstaben „Nec“ beginnt.

## Nec
- Neč-Lapinová, Kristína (* 1983), slowakische Triathletin

### Neca
- Nečas, Ctibor (1933–2017), tschechischer Historiker
- Nečas, Jan (* 1977), tschechischer Fußballspieler
- Nečas, Jindřich (1929–2002), tschechischer Mathematiker und Hochschullehrer
- Nečas, Jiří (1955–2018), tschechischer Künstler und Sprachwissenschaftler
- Nečas, Martin (* 1999), tschechischer Eishockeyspieler
- Nečas, Petr (* 1964), tschechischer Politiker (ODS), Mitglied des Abgeordnetenhauses
- Nečas, Radim junior (* 1988), tschechischer Fußballspieler
- Nečas, Radim senior (* 1969), tschechischer Fußballspieler und Fußballtrainer
- Nečasová Nardelli, Jindra (* 1960), tschechische Komponistin, Pianistin und Musikpädagogin
- Necatigil, Behçet (1916–1979), türkischer Lyriker, Hörspielautor und Übersetzer

### Nech
- Nechansky, Arnold (1888–1938), österreichischer Kunstgewerbler des Jugendstils
- Nechansky-Stotz, Friederike (1904–1993), österreichische Emailleurin, Druckgrafikerin und Kunstgewerblerin
- Nechchadi, El Mostafa (* 1962), marokkanischer Langstreckenläufer und Leichtathletiktrainer
- Nechemja, jüdischer Gelehrter (Tannait)
- Nechemkin, Arje (1925–2021), israelischer Politiker
- Nechepsos, altägyptischer König
- Nechita, Adriana (* 1983), rumänische Handballspielerin
- Nechita, Alexandra (* 1985), rumänische Künstlerin
- Nechita, Andrei (* 1988), rumänischer Straßenrennfahrer
- Nechiti, Oana (* 1988), rumänische Tänzerin und Choreographin
- Necho I. († 664 v. Chr.), Pharao und assyrischer Statthalter in Ägypten
- Necho II. († 595 v. Chr.), ägyptischer Pharao
- Nechonja ben ha-Qana, jüdischer Gelehrter des Altertums
- Nechutová, Jana (* 1936), tschechische Philologin und Hochschullehrerin
- Nechvatal, Joseph (* 1951), US-amerikanischer Konzeptkünstler
- Nechvátal, Patrik (* 1992), tschechischer Eishockeyspieler
- Nechwjadowitsch, Wital (* 1975), belarussischer Tischtennisspieler

### Neci
- Nécib, Louisa (* 1987), französische FußballspielerinLouisa Nécib (* 1987)

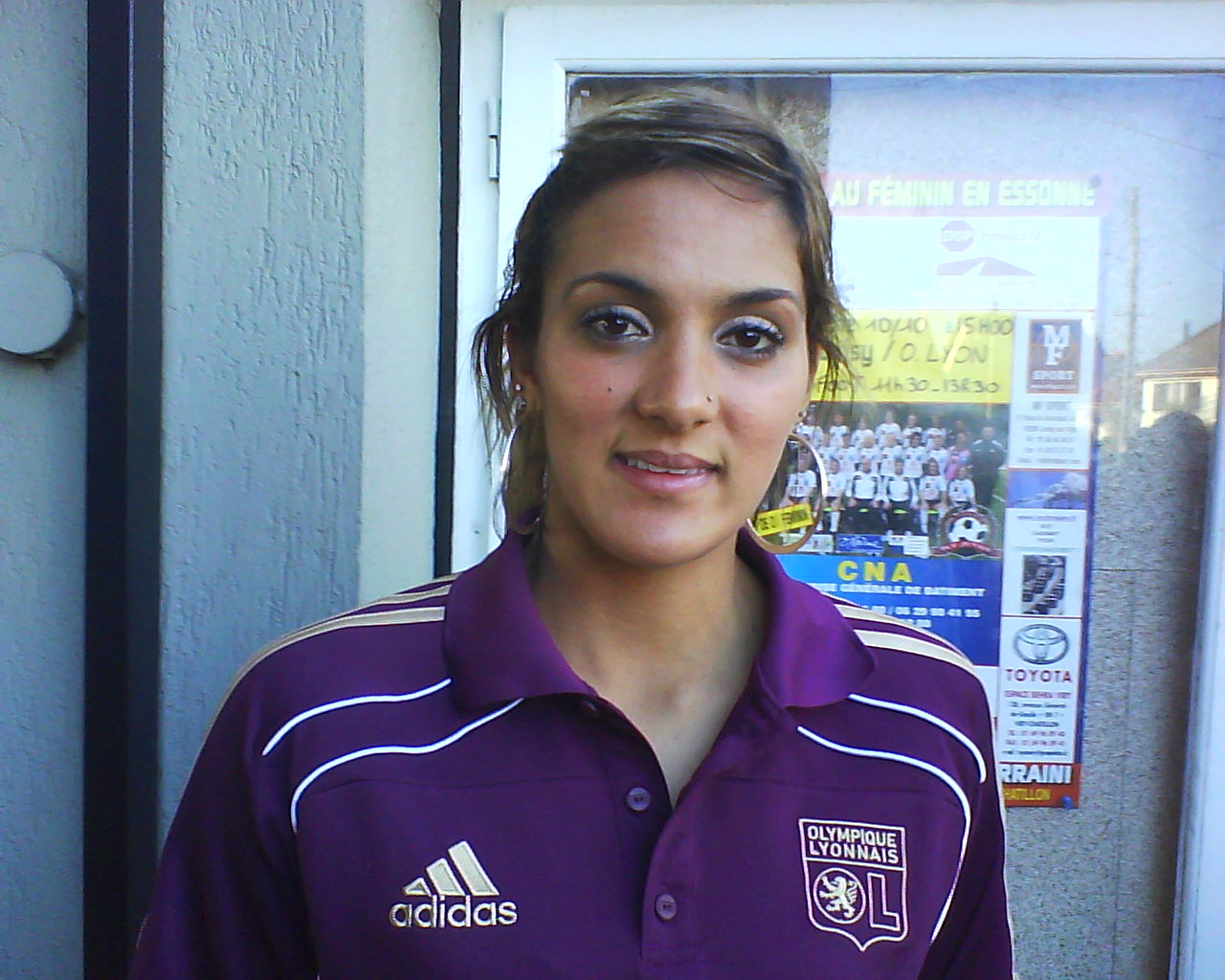
Louisa Nécib (* 1987)

- Necid, Tomáš (* 1989), tschechischer Fußballspieler
- Necidová, Simona (* 1994), tschechische Fußballspielerin

### Neck
- Neck, Karl (1908–1997), Schweizer Pfarrer der evangelisch-reformierten Kirche
- Neck, Paul (1891–1944), deutscher Lehrer, Kommunist und Widerstandskämpfer
- Neck, Rudolf (1921–1999), österreichischer Historiker und Archivar
- Neck.CNS (* 1974), deutscher Grafik-Designer und Graffiti-Künstler
- Neckam, Alexander (1157–1217), englischer Wissenschaftler und Lehrer
- Neckam, Maria (* 1979), österreichische Jazz- und Popmusikerin (Gesang, Komposition)
- Neckář, Stanislav (* 1975), tschechischer Eishockeyspieler
- Neckář, Václav (* 1943), tschechischer Sänger und SchauspielerVáclav Neckář (* 1943)

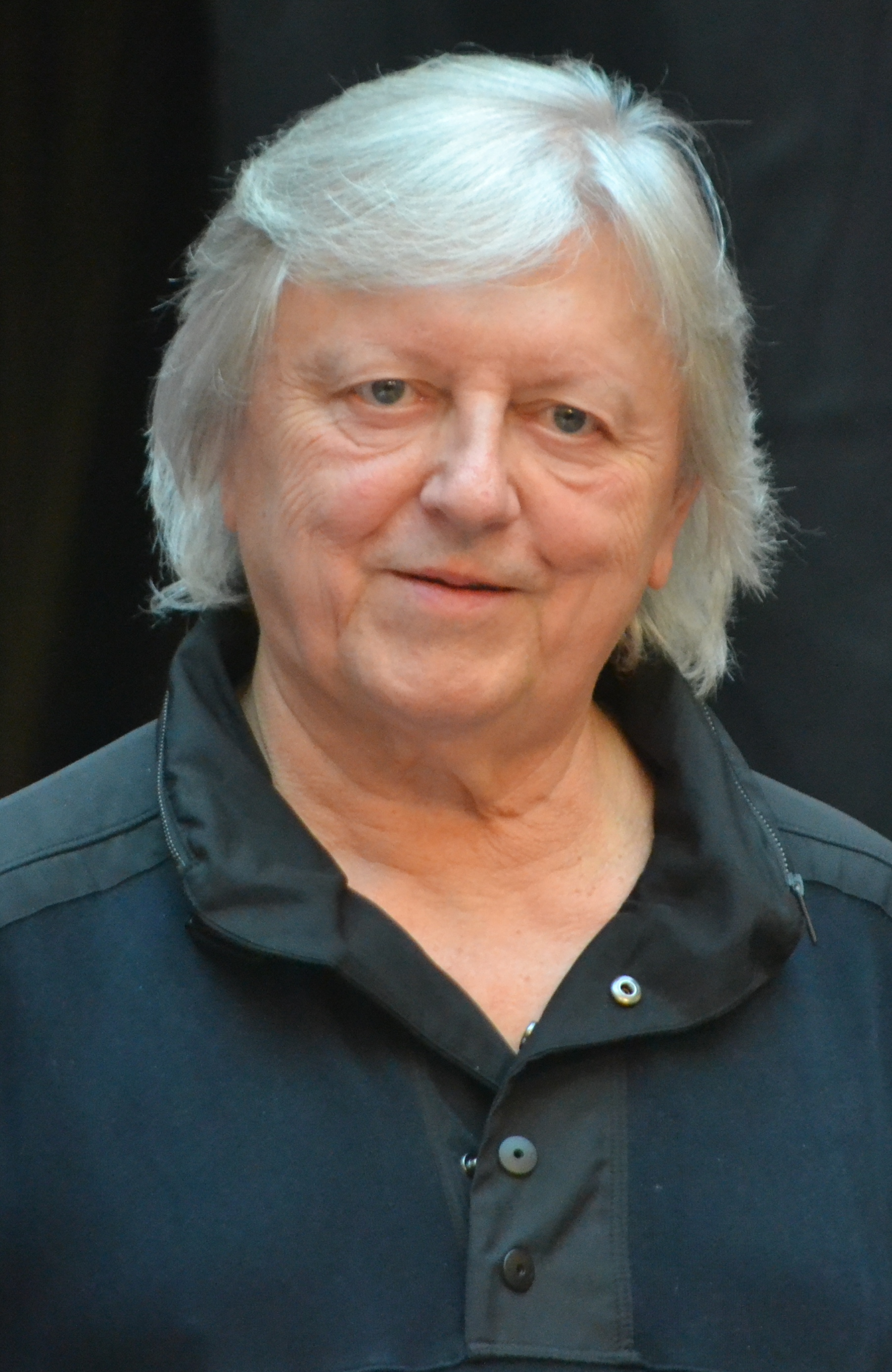
Václav Neckář (* 1943)

- Neckel, Gustav (1878–1940), deutscher Altgermanist und Skandinavist
- Neckel, Sighard (* 1956), deutscher Soziologe
- Neckel, Ulrich (1898–1928), deutscher Jagdflieger im Ersten Weltkrieg
- Neckelbrouck, Jean-Claude (* 1944), belgischer Kameramann
- Neckelmann, Harald (* 1965), deutscher Journalist und Buchautor
- Neckelmann, Johann von (1731–1810), Generalmajor
- Neckelmann, Ludvig Conrad (1784–1865), dänischer Jurist, Bürgermeister und Geschichtsschreiber
- Neckelmann, Ramón (1907–2000), deutscher Maler und Grafiker
- Neckelmann, Skjøld (1854–1903), dänischer Architekt in Deutschland
- Neckenauer, Albert (1921–1998), deutscher Kommunalpolitiker
- Necker de Saussure, Albertine (1766–1841), Schweizer Schriftstellerin, Pädagogin und eine frühe Verfechterin der Bildung für Frauen
- Necker, Gisela (1932–2011), deutsche Aktivistin der Lesbenbewegung
- Necker, Horst von (1903–1979), deutscher Offizier, zuletzt Generalmajor im Zweiten Weltkrieg
- Necker, Jacques (1732–1804), Genfer Bankier und Finanzminister unter Ludwig XVI.Jacques Necker (1732–1804)

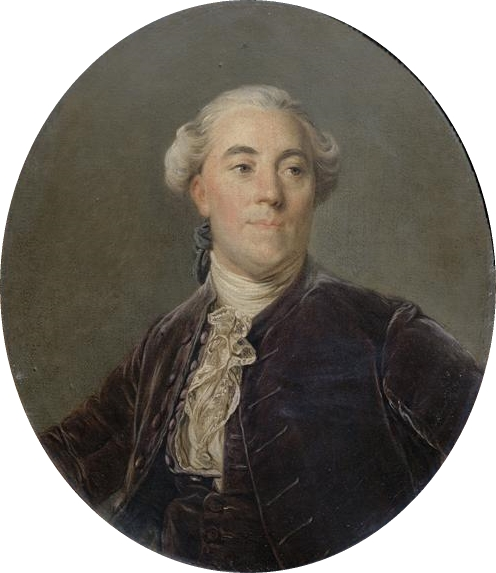
Jacques Necker (1732–1804)

- Necker, Karl Friedrich (1686–1762), preußisch-kurhannoverisch-schweizerischer Jurist, Autor und Hochschullehrer sowie Grossrat
- Necker, Kurt (* 1903), deutscher Regierungspräsident des Regierungsbezirks Düsseldorf
- Necker, Louis (1730–1804), Schweizer Physiker, Bankier und Enzyklopädist
- Necker, Louis Albert (1786–1861), Schweizer Kristallograph, Geologe, Zoologe und Tagsatzungsgesandter
- Necker, Ludwig (* 1756), deutscher Kupferstecher
- Necker, Max (1890–1968), deutscher Jurist und Politiker
- Necker, Noël Martin Joseph de (1729–1793), französisch-deutscher Arzt und Botaniker
- Necker, Sarah (* 1982), deutsche Wirtschaftswissenschaftlerin
- Necker, Tyll (1930–2001), deutscher Unternehmer
- Neckermann, Adalbert (1890–1970), deutscher Politiker (CSU, BP), Mitglied der Verfassunggebenden Landesversammlung in Bayern
- Neckermann, Josef (1912–1992), deutscher Versandkaufmann und DressurreiterJosef Neckermann (1912–1992)

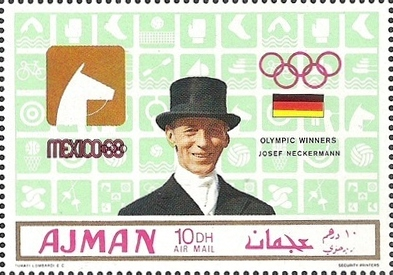
Josef Neckermann (1912–1992)

- Neckermann, Karl (1911–1984), deutscher Leichtathlet
- Neckermann, Paul (1942–2006), deutscher Florettfechter und Trainer
- Neckermann, Peter (1842–1902), deutscher Metzgermeister und Politiker (Zentrum), MdR

### Neco
- Neco (* 1948), türkischer Popsänger und Schauspieler
- Neco, Danilo Montecino (* 1986), brasilianischer Fußballspieler
- Necoară, Valentina (* 2005), rumänische Stabhochspringerin

### Necr
- Necro (* 1976), US-amerikanischer Rapper

### Necs
- Nécsey, Eduard (1892–1968), tschechoslowakischer Geistlicher

### Necu
- Necula, Veronica (* 1967), rumänische Ruderin
- Neculai, Viorica (* 1967), rumänische Ruderin
- Neculiță, Maria (* 1974), rumänische Kunstturnerin